# Delitti in Paradiso
Delitti in Paradiso (Death in Paradise) è una serie televisiva franco-britannica prodotta dal 2011.
Creata da Robert Thorogood, il suo schema narrativo di base è quello di un detective della polizia britannica che si trova, spesso suo malgrado, catapultato a svolgere il suo lavoro in un lontano Paese caraibico. Al di là degli aspetti più giallistici della trama, buona parte della narrazione gioca sul culture clash generato dall'incontro delle abitudini del tipico esponente del ceto medio britannico con lo stile di vita di una società post-coloniale e non urbanizzata come quella caraibica.
Nelle prime due stagioni tale personaggio fu Richard Poole, vittima di omicidio all'inizio della terza stagione: a risolvere il caso della sua morte è Humphrey Goodman, ispettore mandato da Londra per indagare su tale delitto e nuovo protagonista per quattro stagioni. Dalla sesta stagione subentra l'ispettore Jack Mooney, a sua volta sostituito dal giovane Neville Parker a partire dalla nona stagione, sostituito da Mervin Wilson a partire dalla quattordicesima stagione.
La serie è in onda in Regno Unito su BBC One dal 2011, e in Francia su France 2 dal 2013. In Italia fu trasmessa via satellite su Fox Crime dal 2012 al 2013, mentre in chiaro è in onda dal 2012 su Rai 2.

## Trama

### Ispettore Poole
Richard Poole è un ispettore londinese, serio, professionale e ligio alle regole. Con suo grande disappunto, scopre un giorno di essere stato trasferito in servizio a Saint Marie, uno sperduto atollo caraibico – ex colonia francese, ora dipendenza britannica d'oltremare.
Poole è il classico uomo d'oltre Manica che si è sempre trovato a suo agio nel freddo e nel grigiore della capitale britannica, e ora non sopporta il clima e la natura selvaggia dell'isola; deluso e frustrato, il detective londinese è costretto suo malgrado ad adattarsi a questa nuova situazione, che lo vede alle prese con un'isola a lui ostile, con una perenne nostalgia di casa, e con una nuova squadra che adotta metodi d'indagine molto lontani dal rigore e dalla disciplina britannica.
Ad affiancarlo nella gestione della piccola stazione di polizia di Honoré ci sono Camille Bordey, sergente d'origine francese con cui Poole trova sempre modo di battibeccare su tutto, l'agente Dwayne Myers, decano della polizia dell'isola, e la giovane recluta Fidel Best, a tratti ancora inesperto.

### Ispettore Goodman
Dopo l'assassinio di Poole, il suo incarico sull'isola viene assegnato a un nuovo ispettore, Humphrey Goodman, il quale mostra caratteristiche piuttosto diverse da quelle del suo predecessore; se da una parte è vittima di una serie di difetti e manie, come la goffaggine e la balbuzie, che lo ostacolano non poco nei rapporti interpersonali, dall'altra è ben felice di approdare in servizio a Saint Marie, abbracciando immediatamente il clima e le tradizioni caraibiche.
Con lui, con il solo Dwayne rimasto nell'organico, si aggiungeranno nuovi membri, tra cui il sergente Florence Cassell, che sostituisce Fidel, trasferito a Saint Lucia, e il giovane J.P. Hooper, arrivato dopo che Camille ha accettato un posto di lavoro sotto copertura alla polizia di Parigi. Il casuale incontro sull'isola con Martha, sua conoscente in Inghilterra con la quale intraprende presto una relazione, porta quindi Goodman ad abbandonare a sua volta Saint Marie per far ritorno a Londra, lasciando le redini della stazione di Honoré al suo collega Jack Mooney, conosciuto nel corso di una indagine comune a Londra, che accetterà poi il trasferimento sull'isola, insieme alla figlia Siobhan.

### Ispettore Mooney
L'ispettore Mooney avrà nella squadra, dopo l'abbandono di Dwayne, che ha deciso di partire col padre per recuperare un rapporto dopo quasi cinquant'anni per una crociera insieme alla fidanzata Darlene, la giovane Ruby Patterson, poliziotta bizzarra nipote del commissario della polizia dell'isola. In seguito, anche Florence, dopo la morte del fidanzato, abbandonerà Saint Marie per la Martinica, e verrà sostituita dalla giovane Madeleine Dumas.
Tempo dopo la morte della moglie, Mooney trova nuovamente l'amore in Anna Masani, donna ricca con la quale intraprende una relazione. La donna lo invita per un viaggio intorno al mondo, ma l'uomo non è ancora pronto per una storia duratura e a malincuore rifiuta, decidendo di tornare a Londra con la figlia.

### Ispettore Parker
A Saint Marie si presenta quindi il nuovo ispettore capo, Neville Parker, che avrà grossi problemi con il paesaggio caraibico, ma che si dimostrerà un ottimo poliziotto come i suoi predecessori.
Un anno e mezzo dopo la sua partenza, Florence torna a Saint Marie, per proseguire il suo lavoro di sergente, a fianco di Parker, e di J.P., divenuto anch'esso sergente, e a loro si unirà un ragazzo misterioso di nome Marlon Pryce, che prenderà il posto di Madeleine e Ruby, trasferite entrambe a Parigi, Inoltre, durante un caso che coinvolgerà Catherine, Camille tornerà sull'isola per aiutare l'ispettore a risolverlo e per aiutare temporaneamente la madre durante la sua convalescenza al locale, ricevendo anche buoni consigli dalla proiezione onirica del suo ex capo Richard Poole. Al termine della stagione, J.P. ottiene una promozione che lo porterà lontano da Saint Marie e dice addio ai suoi colleghi.
Quattro anni dopo aver lasciato Saint Marie, Dwayne fa brevemente ritorno sull'isola durante le vacanze di Natale 2021, per sostituire Florence, partita con la sua famiglia, su un caso di omicidio, dove conosce l'ispettore Parker e forma, come ai tempi con Fidel prima, e J.P. dopo, un'ottima squadra con lui e Marlon. Intanto, col nuovo anno, sull'isola si presenta il nuovo sergente che farà coppia con Marlon, Naomi Thomas, e i due entrano subito in amicizia, pronta a risolvere i suoi primi casi di omicidio.
Nel frattempo Florence sente che il ricordo di Patrice, il suo ex fidanzato, è ancora vivo in lei, e decide di lasciare per la seconda e ultima volta Saint Marie, diretta in Giamaica per un'operazione sotto copertura, dicendo nuovamente addio a tutti. Il commissario Patterson nomina quindi Naomi nuovo sergente, anche se la poliziotta spera che il suo ruolo sia solo temporaneo, dato che ha poca esperienza, e sull'isola fa ritorno Darlene Curtis, ormai ex fidanzata di Dwayne, di professione infermiera.
A Saint-Marie, durante un caso di omicidio, arriva l'ex moglie del commissario Patterson, Maggie Harper, giornalista, che rivela a Selwyn di aver avuto una figlia di cui lui ignorava l'esistenza. Durante il Natale, Neville si imbatte in Sophie Chambers, una ragazza arrivata sull'isola per trascorrervi le vacanze, e i due decidono dopo un inizio burrascoso, di unire le loro solitudini e iniziare a conoscersi meglio.
In seguito Darlene diventa agente della polizia di Honoré, Marlon inizia a studiare per sostenere l'esame da sergente e Patterson conosce finalmente sua figlia, Andrina Harper; i due iniziano a parlarsi con Selwyn pronto a fare il padre e a recuperare tutti gli anni perduti senza esserle stato accanto. La storia tra Neville e Sophie sembra andare a gonfie vele, ma tutto cambia in un colpo di scena sconvolgente: la donna infatti si è avvicinata all'ispettore al solo scopo di potersi vendicare di lui, reo del suicidio della sorella, uccidendo a sua volta un criminologo arrivato sull'isola, David Cartwright, e inquinando con le impronte di Neville le prove in mano alla squadra. Dopo diversi giorni di carcere, l'uomo arriva alla verità sulla donna, facendola arrestare, rompendo di fatto il fidanzamento con lei e facendolo tornare al punto di partenza.
La squadra rimane la stessa fino a quando Marlon e la sorellina Jocelyn, partono alla volta di Kingston, in Giamaica, dove cominceranno una nuova vita, salutando i colleghi di lavoro, dopo che questi lo avevano aiutato con un caso riguardante il suo passato, aiutato anche da J.P., tornato brevemente sull'isola. Verrà sostituito da una vecchia conoscenza, Dwayne Myers, tornato sull'isola col padre ormai prossimo alla morte, che tenta anche di riallacciare i rapporti con la sua ex Darlene. Dopo due anni passati nel programma protezione testimoni, ritorna anche Florence e i rapporti tra lei e Neville sembrano essere ripresi in meglio, soprattutto quando l'ispettore, dopo quasi cinque anni passati a Saint-Marie, saluta tutti per cominciare una nuova vita con la ex sergente.

### Ispettore Wilson
Durante le vacanze di Natale del 2024, sull'isola arriva il nuovo ispettore capo, Mervin Wilson, che finirà da semplice turista ad essere coinvolto nelle bizzarre avventure della polizia di Honoré, ma sempre ligio al dovere nel risolvere i casi di omicidio. Oltre Darlene e Naomi, conoscerà J.P. che gli presenterà il nuovo agente Benjamin Brice, venuto a sostituire il veterano Dwayne Myers, ritiratosi definitivamente, che verrà ucciso il giorno successivo al suo innesto, e in seguito il suo successore Sebastian Rose. Oltre ai soliti casi da risolvere, Wilson si butta a capofitto su di un caso personale, quello legato alla morte di sua madre, archiviato come suicidio, ma che anni dopo, scoprirà essere stato omicidio. Inoltre a causa di un ridimensionato nella polizia della città causato dai piani alti, Patterson rischia di perdere il suo posto di Commissario dopo cinquantuno anni di onorato servizio. Sull'isola arriva il funzionario proveniente dalla Giamaica, Sterling Fox, che dopo aver seguito la squadra durante un paio di casi, dà un ottimo giudizio a Patterson, offrendogli un incarico ai piani alti. Selwyn dopo una breve riflessione, rifiuta l'offerta, e opta per il ritiro dalla Polizia di Honoré. Decide quindi di lasciare Saint-Marie dopo tanti anni, probabilmente per ricostruire un rapporto con la figlia Andrina, e saluta tutti, in primis Catherine, che sa che un giorno tornerà da lei. Prima di partire si incontra un'ultima volta con Mervin, dicendogli che un misterioso «S.» chiede il suo aiuto. Wilson capisce che si tratta di suo fratello Solomon, e i due si salutano cordialmente.

## Episodi
| Stagione                 | Episodi | Prima TV Regno Unito | Prima TV Italia |
| ------------------------ | ------- | -------------------- | --------------- |
| Prima stagione           | 8       | 2011                 | 2012            |
| Seconda stagione         | 8       | 2013                 | 2013            |
| Terza stagione           | 8       | 2014                 | 2014            |
| Quarta stagione          | 8       | 2015                 | 2015            |
| Quinta stagione          | 8       | 2016                 | 2016            |
| Sesta stagione           | 8       | 2017                 | 2017            |
| Settima stagione         | 8       | 2018                 | 2018            |
| Ottava stagione          | 8       | 2019                 | 2020            |
| Nona stagione            | 8       | 2020                 | 2020            |
| Decima stagione          | 8       | 2021                 | 2021            |
| Speciale                 | 1       | 2021                 | 2022            |
| Undicesima stagione      | 8       | 2022                 | 2022            |
| Speciale                 | 1       | 2022                 | 2023            |
| Dodicesima stagione      | 8       | 2023                 | 2023            |
| Speciale                 | 1       | 2023                 | 2023            |
| Tredicesima stagione     | 8       | 2024                 | 2024            |
| Speciale                 | 1       | 2024                 | 2025            |
| Quattordicesima stagione | 8       | 2025                 | 2025            |

## Personaggi e interpreti

### Personaggi principali
- Richard Poole (stagioni 1-2, guest 3, 10), interpretato da Ben Miller, doppiato da Marco Mete.
È un ispettore del Metropolitan Police Service, incaricato di rimanere sull'isola di Saint Marie in veste di nuovo capo del distretto di Honoré, dopo aver risolto l'omicidio del suo predecessore Charlie Hulme. Nonostante la sua avversione per l'isola e l'inesperienza col clima tropicale (al punto da continuare a indossare stoicamente i suoi impeccabili completi in giacca e cravatta) mostra spesso uno spiccato talento deduttivo, che gli permette di risolvere casi all'apparenza inestricabili basandosi sui particolari più piccoli e insignificanti. Ama bere il tè ma solo quando è all'altezza dei suoi standard, in alternativa sembra gradire abbastanza anche la birra. Sul piano delle sue abilità e competenze, si è rivelato molto versatile, si dedica alla letteratura inglese e ai tempi in cui frequentava l'Università di Cambridge revisionava le bozze, se la cava bene anche con gli esperimenti chimici oltre ad avere un infallibile orecchio musicale. Ha stabilito in breve un buon legame con la sua nuova squadra, nonostante degli occasionali scontri soprattutto con la collega Camille, a causa delle forti differenze culturali. Viene assassinato all'inizio della terza stagione, e riappare nella decima, come voce spirituale di Camille per trovare conforto quando Catherine ha rischiato di morire.
- Camille Bordey (stagioni 1-4, guest 10, 13), interpretata da Sara Martins, doppiata da Francesca Fiorentini.
È una ex investigatrice sotto copertura, ora sergente detective al distretto di Honoré dopo che proprio Richard ha fatto saltare il suo lavoro in incognito sull'isola. È la miglior investigatrice della squadra alle dipendenze di Poole, spesso all'opera con computer e tecnologie, è il braccio destro di Richard, il loro rapporto inizialmente ruvido si evolve presto in un'amicizia, in più occasioni ha tradito un latente amore per lui. Cerca sempre, invano, di convincere l'ispettore ad abbandonare i suoi modi anglosassoni in favore della cultura caraibica. Per lei la carriera in polizia è importante, tuttavia ha ammesso che le piacerebbe anche diventare madre. Dopo la morte di Richard si legherà molto al suo sostituto Humphrey, con cui stringerà un rapporto più cordiale e amichevole rispetto a quello che aveva con Richard. Lascia l'isola per un ruolo sotto copertura a Parigi e avrà un addio molto intenso con Humphrey baciandolo prima di partire, ma ritornerà diversi anni dopo per aiutare la madre a scagionarsi da un caso di omicidio, dopo essere stata aggredita in casa sua e ricoverata in ospedale. Nella dodicesima stagione si apprende che aspetta un bambino dal suo compagno Leo, infatti avrà una figlia.
- Dwayne Myers (stagioni 1-7, 13, special natalizio 2021, special natalizio 2024), interpretato da Danny John-Jules, doppiato da Paolo Marchese.
È il membro più anziano della polizia di Honoré. Mostra molta dedizione al suo lavoro, facendo da chioccia ai suoi colleghi più giovani come J.P. e Fidel. Si occupa inoltre dei trasporti della squadra, guidando un vecchio sidecar. Sul versante privato, dall'infanzia si porta dietro una forte paura del buio, così come un problematico rapporto con il padre, sorto quando questi divorziò lasciando la madre di Dwayne nello sconforto. È un donnaiolo, le sue relazioni sono sempre di breve durata, anche perché al di sopra di tutto ama il divertimento. Lascia Saint Marie mettendosi in viaggio con suo padre, tentando con lui una riconciliazione. Torna a Saint-Marie per sostituire temporaneamente Florence aiutando Parker e Marlon a risolvere un caso di omicidio. Dopo la pensione si trasferisce a Londra per accudire suo padre gravemente malato. Tornerà in seguito sull'isola col genitore, riprendendo servizio a tempo pieno nella polizia di Honoré, sostituendo Marlon, partito con la sorella per la Giamaica, e tentando di riconquistare Darlene. Si ritira definitivamente dalla polizia di Honoré dopo aver risolto il suo ultimo caso di omicidio a fianco del nuovo ispettore capo Mervin Wilson, lasciando la sua storia d'amore con Darlene in sospeso, in attesa di chiarimenti maggiori.
- Fidel Best (stagioni 1-3), interpretato da Gary Carr, doppiato da David Chevalier.
È il più giovane poliziotto della squadra di Poole. Nonostante l'età è uno degli elementi migliori della polizia dell'isola, impegnandosi al massimo in ogni compito, molto legato all'uniforme mette sempre il dovere prima di tutto. È felicemente sposato, lui e sua moglie avranno una bambina.
- Selwyn Patterson (stagioni 1-14), interpretato da Don Warrington, doppiato da Mario Bombardieri (st. 1-10) e Stefano Mondini (11-14).
Il commissario Patterson è il dirigente superiore della polizia di Saint Marie, colui che ha voluto che Poole rimanesse in pianta stabile sull'isola. Dal carattere burbero, si mostra spesso più interessato alle ripercussioni politiche di un'indagine anziché alla sua reale risoluzione. Raramente partecipa direttamente alle indagini ma le poche volte che lo fa si dimostra un dirigente competente con molte risorse. Separato, l'ex moglie Maggie è una giornalista coinvolta in un caso di omicidio, che nasconde un segreto del quale il suo ex marito non è al corrente e che potrebbe cambiare la sua vita per sempre, ovvero la scoperta di una figlia di nome Andrina. Il primo incontro padre-figlia sarà buono, e per il commissario sarà il momento giusto per prendersi finalmente cura di lei, pronto a recuperare tutti gli anni perduti senza vederla. Nel primo episodio della tredicesima stagione, ha festeggiato il suo cinquantesimo anno di carriera nella polizia dell'isola. Durante la quattordicesima stagione, attraverso i piani alti della Polizia di Honoré, viene a sapere di un ridimensionamento del personale, che potrebbe compromettere la sua posizione di Commissario, dopo molti anni di onorato servizio. Il funzionario incaricato della valutazione, il giovane Sterling Fox, dà un giudizio positivo al commissario e gli offre la possibilità di un incarico nelle alte sfere della polizia. Dopo un periodo di riflessione, decide tuttavia di rifiutare e di ritirarsi, salutando la squadra, inclusa Catherine. Prima di lasciare l'isola, lasciando uno spiraglio per un possibile ritorno, si incontra con Mervin, dicendogli che suo fratello Solomon chiede il suo aiuto, probabilmente per il caso che sta seguendo in separata sede.
- Catherine Bordey (stagione 2-in corso, ricorrente 1), interpretata da Élizabeth Bourgine, doppiata da Roberta Paladini.
È la madre di Camille nonché proprietaria del bar dove la figlia e i suoi colleghi si riuniscono per discutere di lavoro; pur a digiuno di metodi d'indagine, si rivela sovente determinante nella risoluzione dei loro casi. In seguito diventa sindaco di Honoré. Ha un rapporto molto intimo col commissario Patterson, soprattutto da quando ha scoperto che l'uomo ha avuto una figlia molti anni prima, senza averla mai conosciuta.
- Humphrey Goodman (stagioni 3-6), interpretato da Kris Marshall, doppiato da Franco Mannella.
È il detective ispettore del distretto di Honoré, chiamato a sostituire Richard Poole. A differenza del suo predecessore, Humphrey è entusiasta del suo trasferimento sull'isola, adattandosi presto al clima e alle abitudini del luogo. Di contro, si mostra spesso goffo, disordinato e imbranato, nonché balbettante quando s'innervosisce. All'inizio si innamorerà di Camille condividendo un bacio con la donna. Nella quinta stagione incontra Martha e intraprende una relazione con lei, proprio la relazione con la donna lo porterà a decidere di tornare in Inghilterra per stare insieme alla donna.
- Florence Cassell (stagioni 4-8, 10-11, 13), interpretata da Joséphine Jobert, doppiata da Domitilla D'Amico.
È una giovane e affascinante sergente che Patterson fa entrare nel corpo di polizia di Honoré, dopo che Fidel viene trasferito in un altro dipartimento. Viene promossa a detective sergente dopo che Camille lascia il distretto. Florence è intelligente e intuitiva, indubbiamente uno dei migliori agenti del dipartimento di polizia di Saint Marie. Suo padre è un pescatore, è cresciuta con cinque fratelli. Lascia temporaneamente Saint Marie dopo la morte del fidanzato, per poi tornarvici dopo la promozione a sergente di J.P. e l'arrivo di Parker come nuovo ispettore capo. Parker e Florence si innamorano ma per lei non è facile accettare i propri sentimenti, nel suo cuore c'è ancora Patrice, il fidanzato defunto, tanto che, dopo aver fatto arrestare una trafficante di droga in un'operazione sotto copertura, lascia Saint Marie. Ritorna però quando capisce quanto Parker sia importante per lei e infine i due lasciano l'isola insieme.
- J.P. Hooper (stagioni 4-10, guest stagioni 13-14), interpretato da Tobi Bakare, doppiato da Paolo Vivio.
È un giovane poliziotto goffo e un po' ingenuo, ma con un forte entusiasmo, il quale trova molto eccitante l'idea di lavorare al fianco di poliziotti esperti e competenti come Humphrey e Dwayne. Il suo nome completo è Jean-Pierre. Come Dwayne, ha una paura, quella dell'acqua, causatagli dal fratello maggiore quando aveva tre anni, che ha in seguito superato. Dopo aver sostenuto e passato l'esame diventando sergente, riceve la notizia della futura gravidanza della moglie, che darà alla luce due gemelle. Dotato di una grande predisposizione al comando, al termine della decima stagione ottiene una proposta di lavoro come addestratore che porterà lui e la famiglia ad allontanarsi da Saint Marie per iniziare una nuova vita. Torna brevemente per aiutare Marlon in un caso che lo coinvolge riguardante il suo passato. Ritorna all'inizio della quattordicesima stagione, per presentare alla squadra il nuovo agente scelto Benjamin Brice, il sostituto di Dwayne, che in seguito verrà ucciso.
- Jack Mooney (stagioni 6-9), interpretato da Ardal O'Hanlon, doppiato da Alessio Cigliano.
È il successore di Humphrey incontrato a Londra. È un uomo affettuoso, paziente e solidale e ama fare vita di comunità. Sua moglie è morta per via di una brutta malattia, e si trasferisce sull'isola di Saint Marie con la figlia inizialmente solo per una vacanza, ma poi deciso a restare e diventare il nuovo ispettore capo. La sua è una famiglia numerosa, spesso racconta aneddoti sui suoi parenti, suo padre era un poliziotto come lui. Mooney decide di lasciare Saint Marie per tornare a Londra, così da poter stare vicino alla figlia Siobhan.
- Ruby Patterson (stagioni 8-9), interpretata da Shyko Amos, doppiata da Perla Liberatori.
Nipote del commissario di Saint Marie e giovane agente di polizia, dal carattere esuberante, scherzoso e talvolta malinconico. Prima di entrare in polizia ha svolto più di trenta lavori diversi e il suo agire spesso annoia il suo collega J.P., ma questi la tollera sapendo che i due formano una grande squadra. Lascia Saint Marie trasferendosi a Parigi insieme a Madeleine accettando di entrare in un programma di reclutamento.
- Madeleine Dumas (stagione 9, guest 8), interpretata da Aude Legastelois, doppiata da Chiara Gioncardi.
È il nuovo sergente della polizia di Honoré, è venuta da Parigi per valutare il rendimento di Mooney e della sua squadra ma poi imparerà ad apprezzare il loro modo di lavorare tanto da accettare di rimanere a Saint Marie sostituendo Florence. Ritornerà a Parigi dopo aver accettato una promozione.
- Neville Parker (stagioni 9-13), interpretato da Ralf Little, doppiato da Nanni Baldini.
È il successore di Jack Mooney dopo che questi torna a Londra con la figlia. Viene da Manchester, ha diverse allergie, tra cui quella alle punture di zanzare e al patchouli (oltre a essere un maniaco dell'igiene) che renderanno la sua permanenza a Honoré molto difficile. Le sue allergie spinsero la madre di Parker a essere protettiva con lui, anche per questo ha avuto un'infanzia molto solitaria, ciò lo portò a non aprirsi mai a nuove esperienze, proprio per questo anche se all'inizio non apprezza molto Saint Marie, vedrà nell'isola caraibica la possibilità di diventare più intraprendente. Ha molte passioni, come i musei, il teatro e la geologia, oltre a essere ghiotto di pollo con patatine, pur non disdegnando la cucina dell'isola a base di pesce. Nel bel mezzo delle indagini fa uso del suo dittafono. Si innamora di Florence, tuttavia all'inizio intraprende una relazione con una turista di nome Sophie Chambers, ma lei in realtà vuole solo distruggerlo per vendetta, Neville arrestò la sorella di Sophie colpevole di omicidio e dopo l'arresto commise suicidio in carcere, Sophie uccide un uomo e tenta di far ricadere la colpa su Neville, ma lui e la sua squadra scoprono l'inganno e infine Sophie viene arrestata. Senza più ostacoli, Neville e Florence ora possono concedere al loro amore una possibilità, tanto che lasciano Saint Marie insieme.
- Marlon Pryce (stagioni 10-13), interpretato da Tahj Miles, doppiato da Alex Polidori.
Nuovo membro della polizia di Honoré. Piantagrane, che più volte ha avuto problemi con la legge, grazie a un programma di recupero viene introdotto nel corpo di polizia di Saint Marie. Scontroso e irascibile, trova in J.P. un ottimo mentore, e inizia ad ambientarsi bene con la squadra. Dopo l'addio di J.P., inizia ad avere buoni rapporti con la sua sostituta Naomi Thomas, inoltre ha un debole per Camille. Ha una sorellina di nome Jocelyn, che frequenta le scuole elementari. Dopo appena un anno e mezzo da quando è diventato agente, inizia a studiare per sostenere l'esame da sergente, ma purtroppo non lo supera non rivelandosi ancora sufficientemente pronto. Decide di partire alla volta della Giamaica, a seguito della sorella Jocelyn, che ha ricevuto una borsa di studio, e dopo averne parlato con Patterson, questi gli rivela che intercederà per lui per affidargli un posto di lavoro di rilievo nella polizia di Kingston, salutando la sua squadra.
- Naomi Thomas (stagione 11-in corso), interpretata da Shantol Jackson, doppiata da Elena Perino.
È il nuovo sergente della polizia di Honoré, che sostituisce J.P. partito con la sua famiglia. Nativa di Saint Barnabas, un'isola vicino a Saint Marie, prima del suo arrivo non aveva mai lavorato su casi di omicidio, essendo il posto dove è nata, molto piccolo e con una popolazione limitata. Prende sempre il suo lavoro con entusiasmo e professionalità, anche se a volte esagera, ma lo fa solo per compiacere i suoi superiori. Dopo la partenza di Florence, viene nominata sergente temporaneo della polizia di Honoré. Tornerà in una puntata nella sua isola natale, per il matrimonio della sua migliore amica, dove avverrà il primo caso di omicidio della storia di Saint Barnabas.
- Darlene Curtis (stagione 11-in corso, ricorrente 7), interpretata da Ginny Holder, doppiata da Anna Cugini.
Infermiera, è stata la fidanzata di Dwayne. Dopo essersi separata da Dwayne, inizia a lavorare come assistente sanitario in una clinica e viene coinvolta nel caso di omicidio di una paziente, una giovane popstar. Risolto il caso, accetta un lavoro alla stazione di polizia svolgendo principalmente mansioni d'ufficio. Decide poi di seguire l'addestramento per diventare agente della polizia di Honoré, superandolo con il voto più alto mai raggiunto nella storia dell'accademia. Donna diligente, quando Dwayne torna sull'isola si rivela ancora attratto da lei. Non si sa se la sua storia d'amore sia con lui sia proseguita o meno dopo il suo ritiro definitivo come poliziotto.
- Mervin Wilson (special natalizio 2024, stagione 14-in corso), interpretato da Don Gilet, doppiato da Riccardo Scarafoni.
È il nuovo ispettore che sostituisce Neville Parker. Arrivato sull'isola per le vacanze natalizie, finirà per essere coinvolto, come i suoi predecessori, dal commissario Patterson nel risolvere il caso di omicidio avvenuto durante le feste, e come prassi, da semplice turista finisce per rimanervi in pianta stabile. Oltre a svolgere i casi di omicidio che sconvolgono l'isola, l'uomo lavora alacremente sull'unico caso che non ha mai risolto, quello legato alla morte della madre, archiviato come suicidio, ma che in seguito scoprirà essere stato un omicidio. Intenzionato a lasciare come i suoi predecessori dopo un solo anno di operato l'isola, si incontra con Patterson, che ha deciso di ritirarsi dalla polizia, per rivelargli novità sul caso privato che sta seguendo oltre al fatto che il fratello Solomon (chiamato «S.» dall'ormai ex commissario) necessita del suo aiuto.
- Sebastian Rose (stagione 14-in corso), interpretato da Shaquille Ali-Yebuah, doppiato da Leonardo Caneva.
 È il nuovo agente della polizia di Honoré che sostituisce Benjamin Brice, ucciso il giorno successivo al suo innesto nell'organico. Viene mostrato come un ragazzo energico e solare, sempre entusiasta del suo lavoro, cosa che viene mal sopportata dalle colleghe Naomi e Darlene, in quanto lo considerano superficiale e non serio riguardo alla sua occupazione.

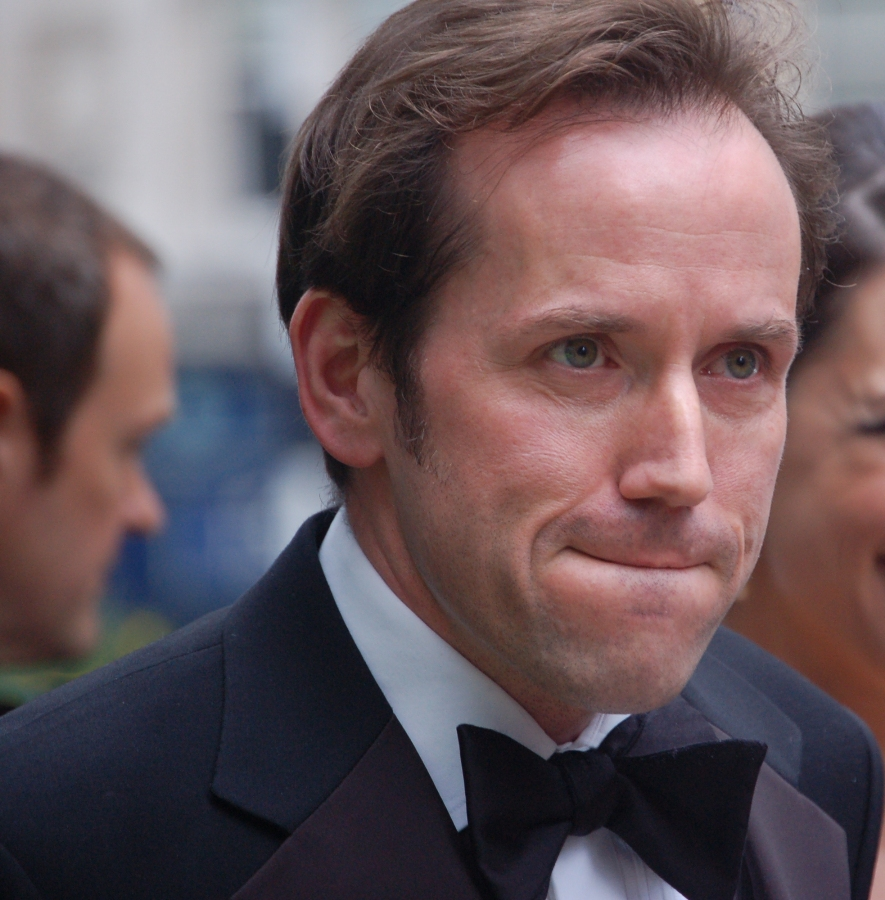
Ben Miller interpreta Richard Poole
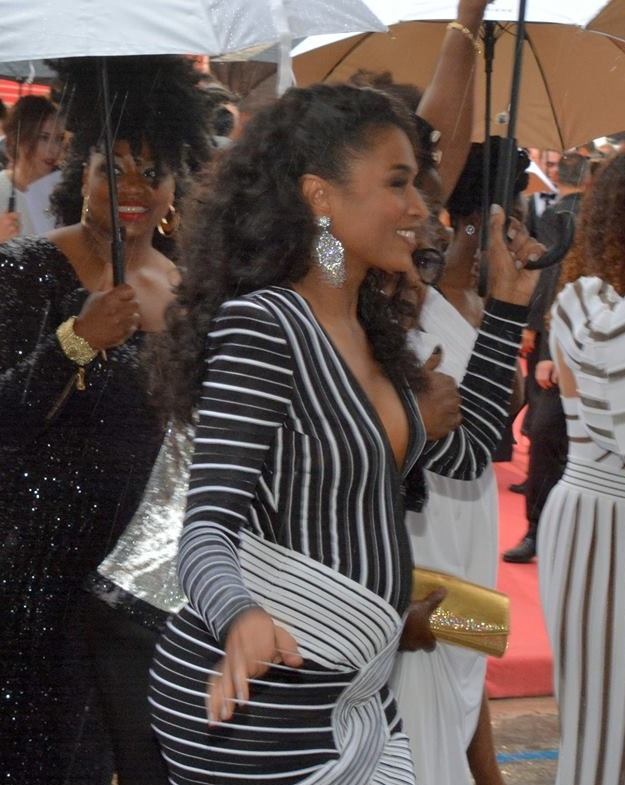
Sara Martins interpreta Camille Bordey
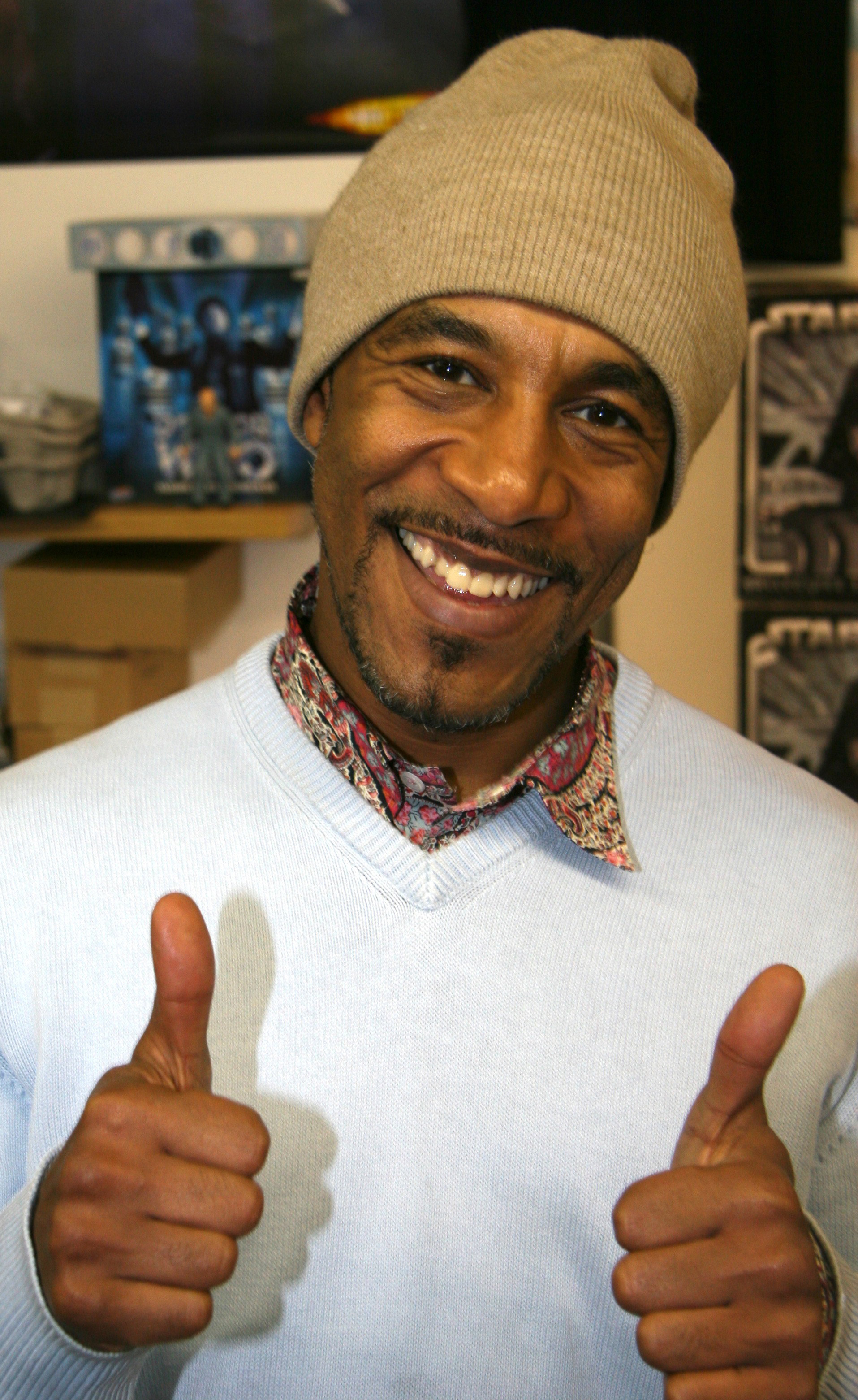
Danny John-Jules interpreta Dwayne Myers
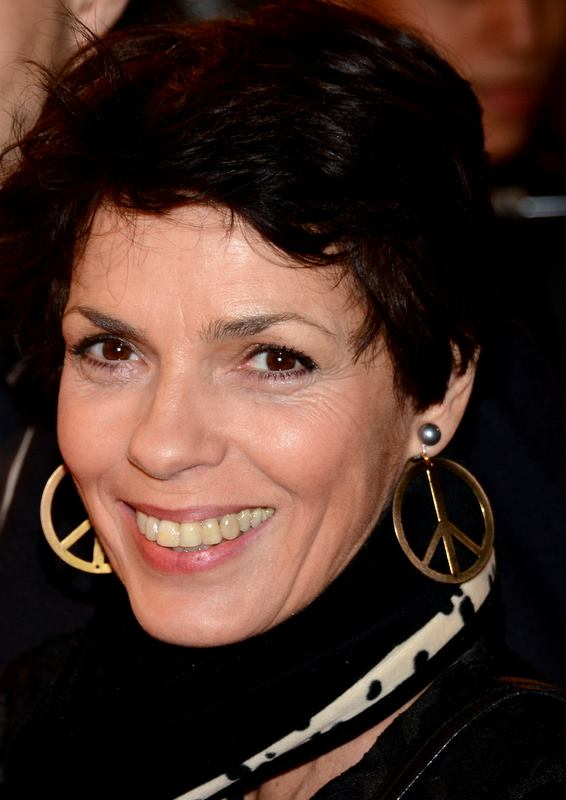
Élizabeth Bourgine interpreta Catherine Bordey
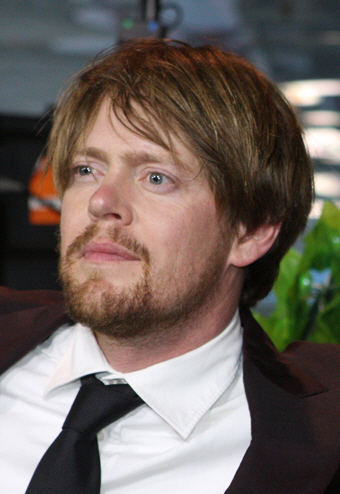
Kris Marshall interpreta Humphrey Goodman
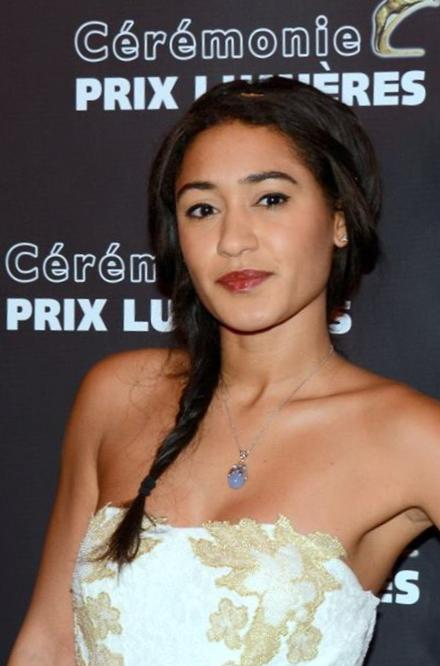
Joséphine Jobert interpreta Florence Cassell
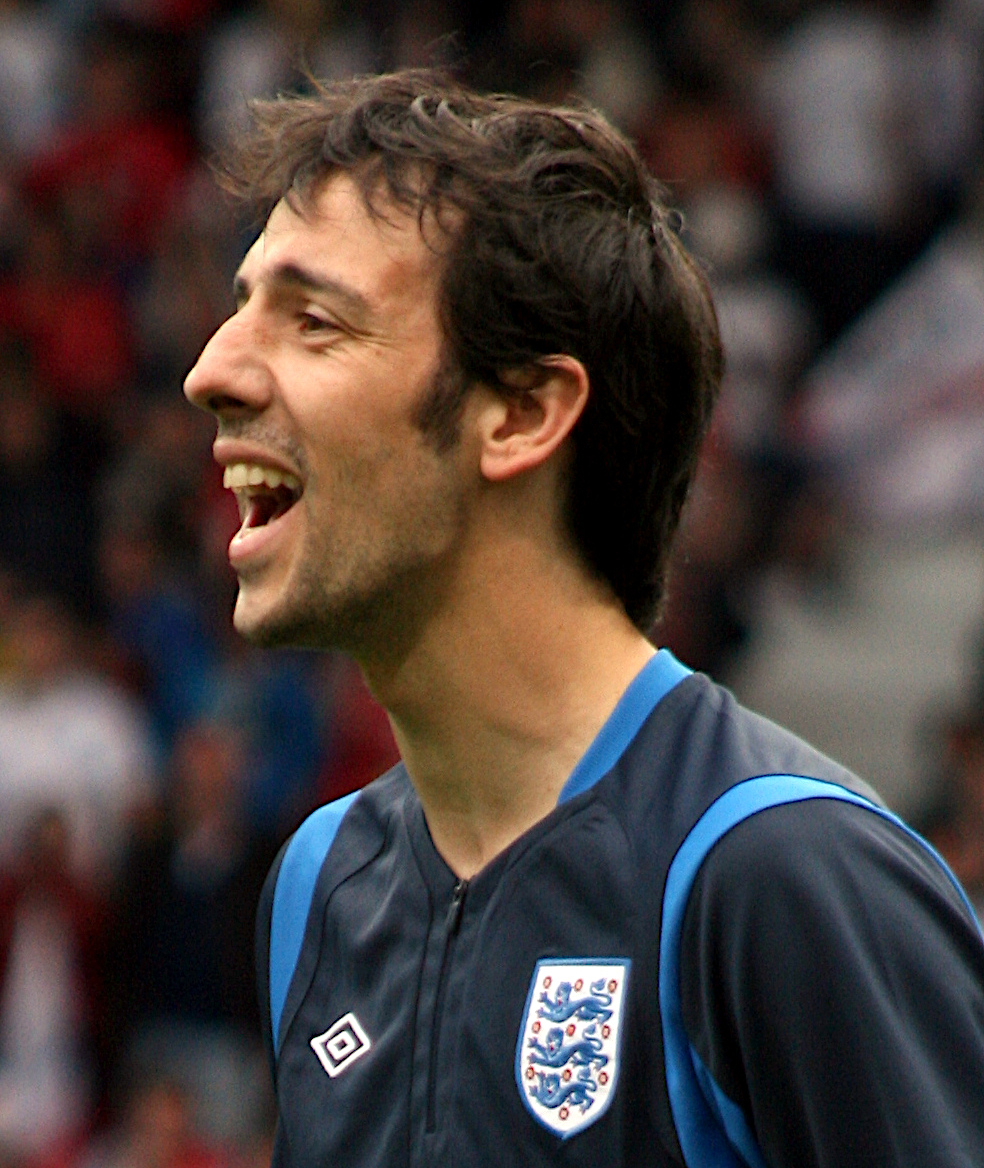
Ralf Little interpreta Neville Parker

### Personaggi secondari
- Harry la Lucertola (stagione 1-in corso)
È l'animaletto coinquilino dei quattro ispettori che occupano la casa.
- Marlon Collins (stagioni 1 e 13), interpretato da Sean Maguire, doppiato da Roberto Certomà.
Criminale recidivo, apparentemente tenta di mettere la testa a posto, tanto da trovare un lavoro allo yacht club di Saint-Marie, tuttavia cerca di attentare alla vita di Patterson, fallendo nel tentativo, Neville quindi arresta Collins per il crimine.
- Aidan Miles (stagione 1), interpretato da Adrian Dunbar, doppiato da Antonio Palumbo.
Interesse amoroso di Catherine citato dall'ispettore Poole in un caso di omicidio. Vive nascosto da occhi indiscreti, fino a quando si scopre che la vittima dell'omicidio da lui architettato rivela il suo nome.
- Sally Goodman (stagione 3), interpretata da Morven Christie.
È la moglie dell'ispettore Goodman. Inizialmente convinta a partire per Saint-Marie, lo lascia rimanendo in Inghilterra, prima di cambiare idea e approdare sull'isola per cercare di riconquistarlo. In seguito inizia a uscire con un altro uomo, pur continuando ad assillare la famiglia del marito.
- Martin Goodman (stagione 4), interpretato da James Fox, doppiato da Pietro Biondi.
È il padre di Goodman, arrivato sull'isola per convincere il figlio a tornare a casa con la moglie.
- Rosey Fabrice Hooper (stagioni 5 e 10), interpretata da Fola Evans Akingbola (stagione 5) e Prisca Bakare (stagione 10)
È una ex compagna di classe del sergente Hooper, per cui lo stesso aveva una cotta. Si reincontrano in seguito a un caso di omicidio, e successivamente diventa la sua fidanzata e poi moglie. Nella decima stagione partorisce due gemelle, Molly e Bethany Hooper.
- Martha Lloyd (stagione 6, guest 5), interpretata da Sally Bretton, doppiata da Valentina Mari.
Conoscente di Goodman in Inghilterra, dove lavorava nel pub da lui frequentato, a seguito di un incontro fortuito sull'isola intraprende una relazione col poliziotto. È un'ottima cuoca e culla il sogno di aprire un ristorante tutto suo.
- Nelson Myers (stagioni 6-7, speciale natalizio 2024), interpretato da Ram John Holder, doppiato da Pietro Biondi (stagione 6) e Ambrogio Colombo (stagione 7, speciale natalizio 2024).
È il padre di Dwayne, che aveva abbandonato la famiglia, quasi cinquanta anni prima, per cercare fortuna come musicista in Inghilterra. Fallendo nelle sue ambizioni, tornerà a Saint Marie per tentare di riallacciare il suo rapporto con il figlio, che dopo l'iniziale ostilità, lo perdona, e i due si mettono in viaggio insieme lasciando Saint Marie. Torna poi a Londra per via delle sue gravi condizioni di salute. Quando il figlio torna a prestare servizio nella polizia dell'isola, Nelson lo segue, per godersi assieme a lui gli ultimi anni di vita che gli rimangono.
- Siobhan Mooney (stagioni 6-9), interpretata da Grace Stone, doppiata da Joy Saltarelli.
È la figlia di Jack. Si stabilisce sull'isola col padre dopo che questi diventa il nuovo ispettore capo. Tornata a casa, riprende gli studi e si fidanza, salvo poi essere lasciata dal suo ragazzo, che ha scoperto essere un poco di buono, ma alla fine lei e il padre si riconcilieranno, anche a seguito dei litigi avuti dopo la morte della madre, tornando a Londra dopo che l'uomo ha preso un'importante decisione sul futuro di entrambi.
- Patrice Campbell (stagione 8), interpretato da Leemore Marrett Jr.
È il fidanzato di Florence, gestisce un bar a Saint Marie. A un passo dalla proposta di matrimonio, l'uomo viene ucciso lasciando la ragazza in preda alla disperazione, tanto da chiedere il trasferimento in Martinica.
- Anna Masani (stagione 9), interpretata da Nina Wadia, doppiata da Tatiana Dessi
È una donna divorziata che inizia a frequentare Jack Mooney, facendo così riscoprire l'amore nell'uomo. Anna gli proporrà di viaggiare con lei per il mondo, purtroppo però Mooney non riesce ancora a dimenticare la moglie morta e rifiuta preferendo tornare a Londra con la figlia, Anna si limita a promettergli che lo raggiungerà a Londra quando sarà pronto per stare con lei.
- Izzy Parker (stagione 11), interpretata da Kate O'Flynn, doppiata da Gemma Donati.
È la sorella di Neville, in visita al fratello sull'isola. Tra i due ci sono sempre stati dei rapporti di amore e odio, e spiega la sua presenza a Saint Marie come fuga dal suo fidanzato Mike che le ha chiesto di sposarla, in quanto l'ha messa incinta, e quindi indecisa se farlo o meno. Alla fine decide di accettare sia il matrimonio che il bambino, e lascia l'isola dopo che lei e il fratello si sono riappacificati. Avrà un maschietto a cui dà il nome di Arthur.
- Sophie Chambers/Rebecca Wanslow (stagione 12), interpretata da Chelsea Edge, doppiata da Virginia Brunetti.
È una giovane ragazza proveniente da Manchester, appena arrivata a Saint Marie conosce Parker e tra i due nasce subito dell'attrazione, e in breve intraprendono una relazione. La storia tra i due subirà un'incredibile colpo di scena durante un'indagine sulla morte di un autista di taxi acquatico, in cui arriva a indagare anche un noto criminologo, poi ucciso. Sophie, il cui vero nome è Rebecca Wanslow, già conosceva Neville, anche se non di persona, e arrivata sull'isola attuò il suo piano di vendetta contro di lui, colpevole del suicidio della sorella in carcere. È lei infatti l'assassina del criminologo, e incastra Parker per accusarlo dell'omicidio mettendo le impronte dell'uomo sugli indizi in mano alla squadra dell'ispettore, ma purtroppo per lei Neville arriva alla soluzione del caso facendola arrestare e gettando l'uomo nuovamente nello sconforto di aver nuovamente perduto quello che poteva essere l'amore della sua vita.
- Justin West (stagione 12), interpretato da Robert Webb, doppiato da Marco Baroni.
Inizialmente sospettato durante un caso di avvelenamento all'interno di un bunker sotterraneo, per un po' di tempo perseguita Parker quando egli arresta la moglie di Justin per omicidio.
- Andrew "Andy" Buckley (stagione 12), interpretato da Kent Riley, doppiato da Paolo Vivio.
 Collega e amico di Parker della polizia di Manchester, lavora attualmente nell'unità frode finanziarie. Fugge a Saint-Marie per evitare l'arresto dato che gli affari interni hanno scoperto che prendeva tangenti da un trafficante di droga, ma la polizia di Saint-Marie lo cattura arrestandolo.
- Rose Dalton (stagione 12), interpretata da Cara Theobold, doppiata da Eva Padoan.
Donna sposata che viene coinvolta in un caso di omicidio su cui lavora Neville che vede come vittima il marito Jake, che lei tradiva con un altro uomo. Una volta fatta giustizia, Rose lascia l'isola.
- Andrina Harper (stagione 12-in corso), interpretata da Genesis Lynea, doppiata da Lucrezia Marricchi.
È la figlia del commissario Patterson e della sua ex-moglie Maggie Harper. Conosce il padre per la prima volta poco tempo dopo che la madre era andata sull'isola per lavoro, e Selwyn, dopo aver passato un po' tempo con lei, capisce che il suo lavoro lo ha portato a trascurare la famiglia, quindi decide da quel momento di essere sempre più presente nella vita della figlia, non avendo potuto farlo in passato, avendo perso gli anni più importanti della sua formazione. Ritorna sull'isola poco tempo dopo, quando il padre rimane ferito gravemente in una sparatoria.
- Zoe Ainsworth (stagione 13), interpretata da Taj Atwal, doppiata da Veronica Puccio.
È l'ex fidanzata di Neville, quando vivevano a Manchester hanno avuto una relazione che è durata quattro anni, si sono lasciati poco prima che lui si trasferisse a Saint-Marie. Zoe va a trovare Neville dopo essersi messa in contatto con lui tramite il blog del suo ex, di recente lei e il suo nuovo fidanzato si sono lasciati, tenta una riconciliazione con Neville, ma nonostante l'affetto che li lega capiscono di non amarsi più e quindi si separano.
- Brianna Clementson (stagione 14), interpretato da Joy Richardson.
È una donna che viene coinvolta in un caso di omicidio durante le feste natalizie, dove viene scagionata. Verrà nuovamente coinvolta nell'omicidio della sua vicina di casa e migliore amica, dove aiuterà la polizia a incastrare il vero colpevole.
- Roy Palmer (stagione 14), interpretato da Gerard Horan.
Titolare di un negozio di pesca con annesso bar, è legato all'omicidio di Dorna Bray, amica di Brianna Clementson. L'uomo si rivela essere il colpevole, ma le prove a suo carico risultano essere inefficaci; alla fine sarà proprio Brianna a rivelare la verità sull'omicidio di Dorna, facendolo infine arrestare.
- Sterling Fox (stagione 14), interpretato da Trieve Blackwood-Cambridge.
È un dirigente della Commissione Interna della Polizia giamaicana, arrivato sull'isola per supervisionare l'operato della Polizia di Honoré e soprattutto giudicare l'operato del commissario Patterson.

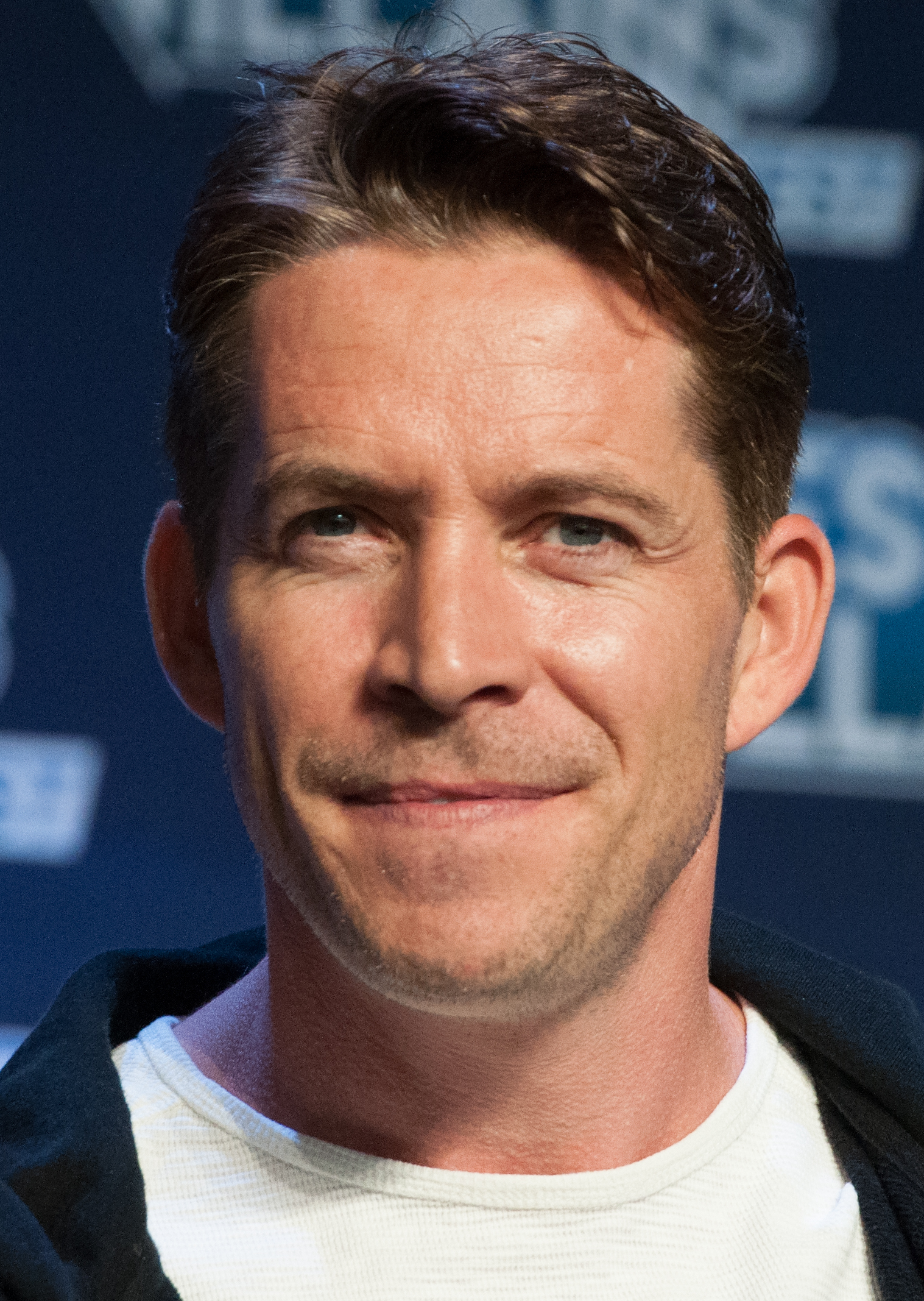
Sean Maguire interpreta Marlon Collins
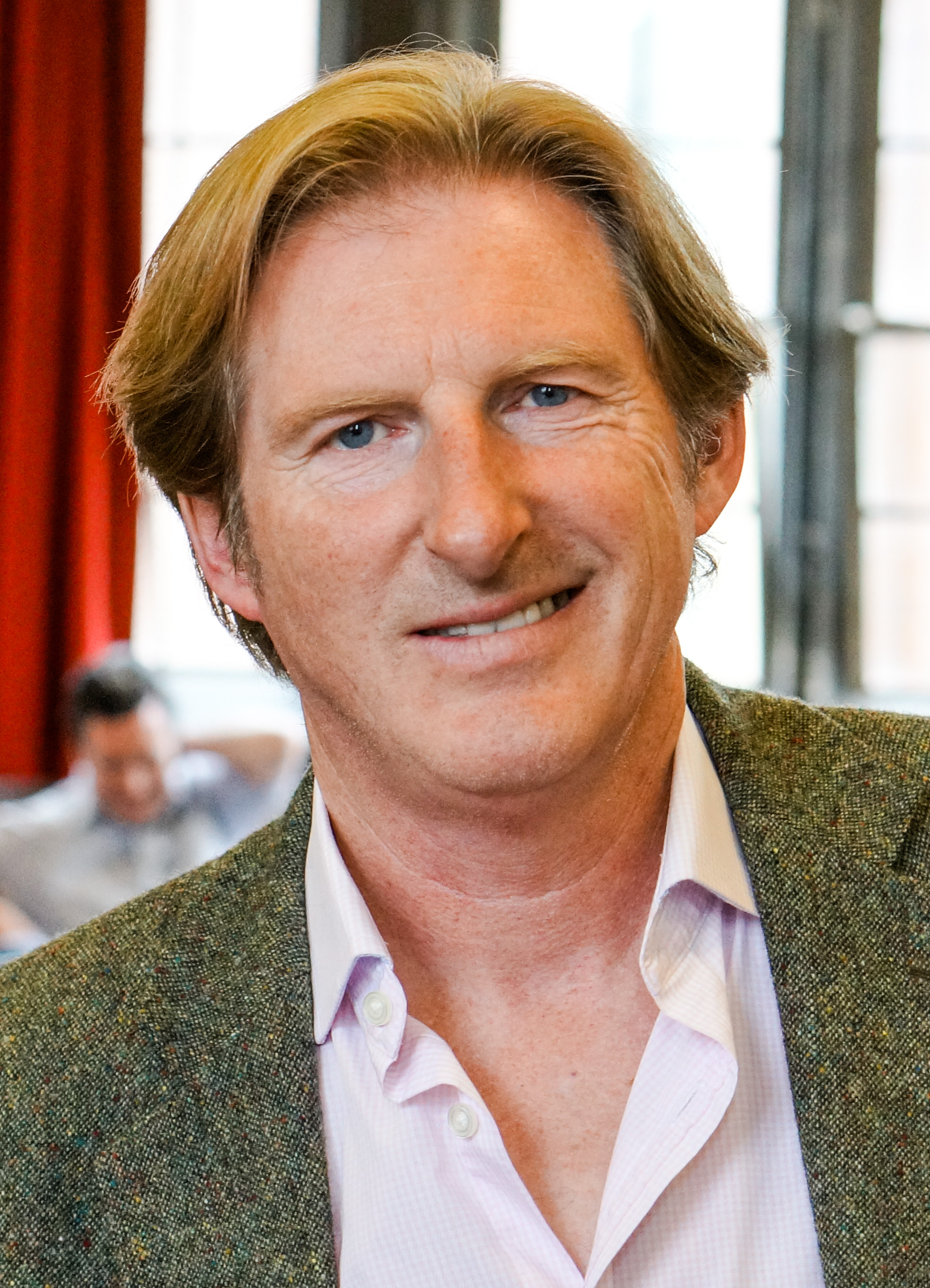
Adrian Dunbar interpreta Aidan Miles
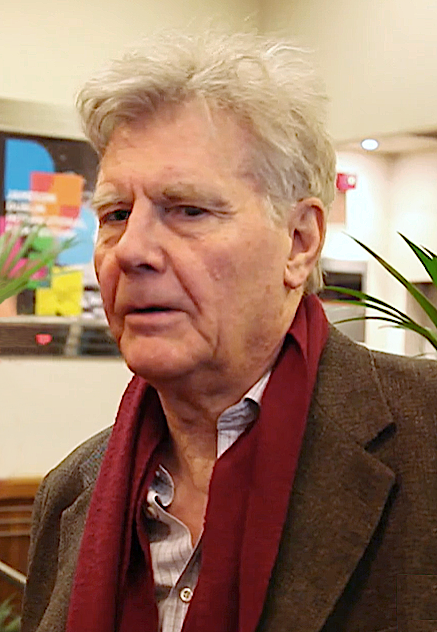
James Fox interpreta Martin Goodman
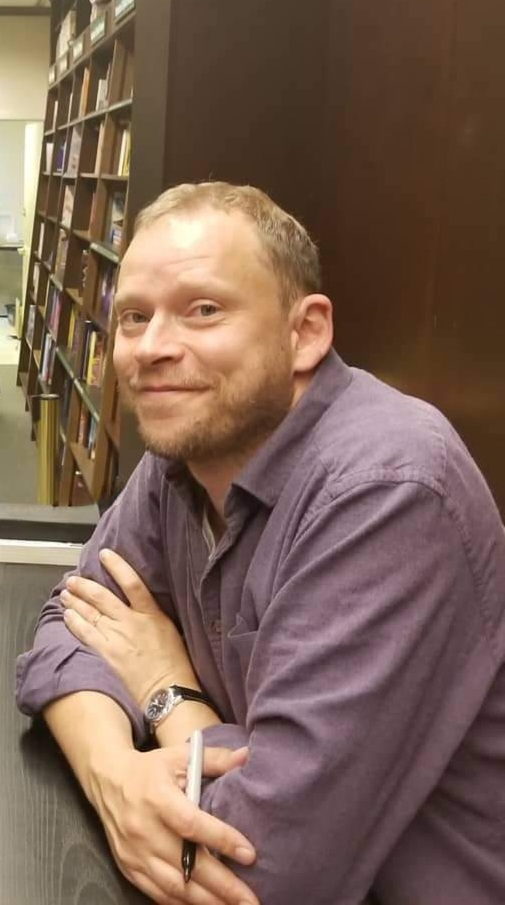
Robert Webb interpreta Justin West

## Produzione

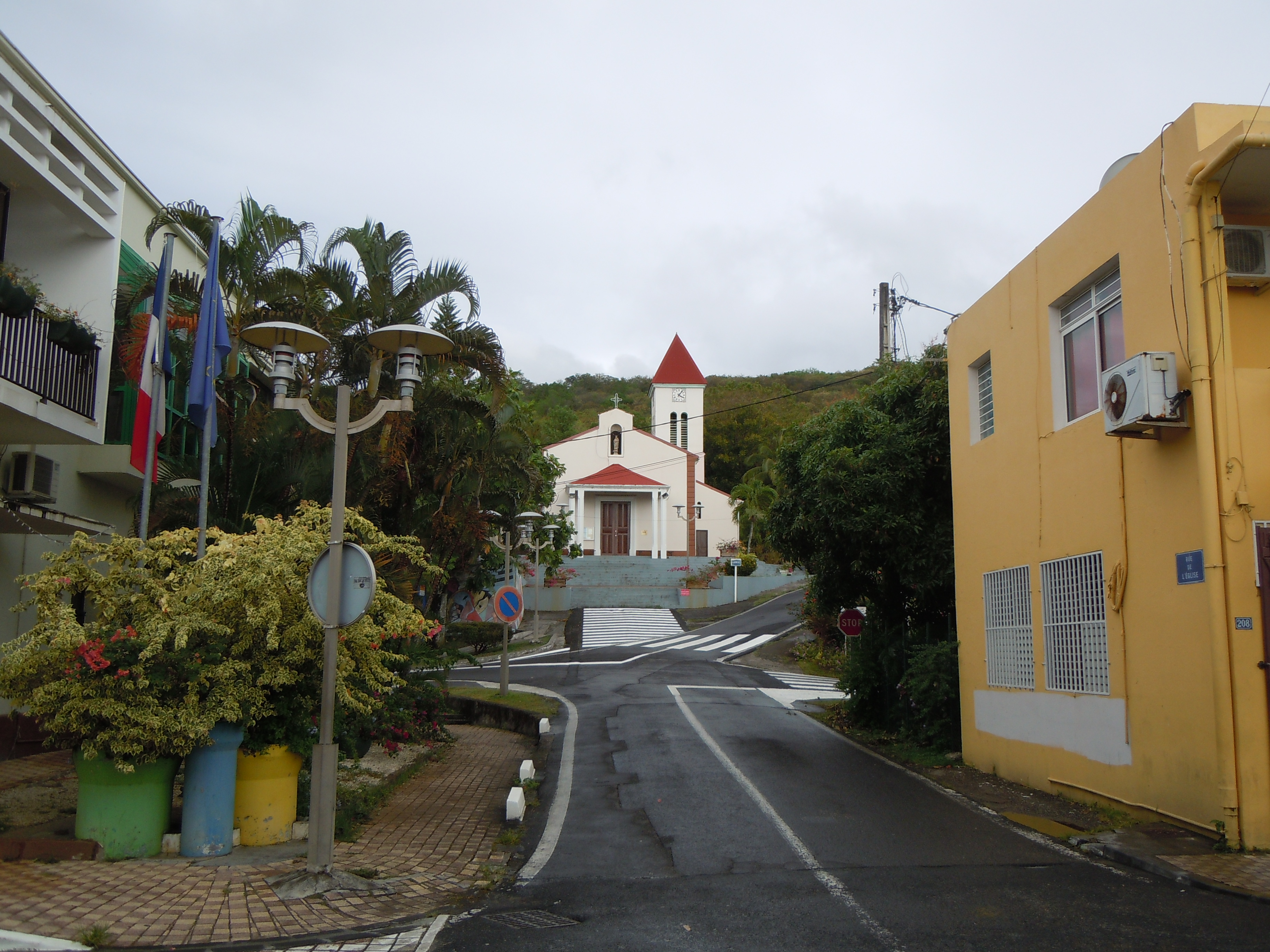
Uno scorcio di Deshaies

La serie è girata nell'isola di Guadalupa, un dipartimento d'oltremare francese facente parte dell'arcipelago delle Piccole Antille, sito nel Mare Caraibico; in particolare, la gran parte delle riprese si svolge nel comune di Deshaies, utilizzato come ambientazione principale per la fittizia isola di Saint Marie e per l'altrettanto immaginaria cittadina di Honoré.
L'11 gennaio 2012 Delitti in Paradiso è stata rinnovata per una seconda stagione. Il 12 febbraio 2013 è seguìto un nuovo ordine per una terza stagione; questa è stata l'ultima che ha visto protagonista Ben Miller: l'attore ha lasciato la produzione dopo un'apparizione guest nel primo episodio della stagione, in quanto i lunghi periodi di riprese ai Caraibi – della durata di sei mesi l'anno – lo portavano a passare molto tempo lontano da moglie e figli, rimasti in Inghilterra. A Miller è subentrato nel ruolo di protagonista Kris Marshall, che si è stabilito a Guadalupa con la famiglia per tutto il tempo delle riprese e dove il figlio Thomas ha frequentato la scuola locale.
Durante la messa in onda della terza stagione, il 28 febbraio 2014 è avvenuto il rinnovo per una quarta stagione. Al termine della terza stagione, Gary Carr, l'interprete di Fidel Best, lascia la serie. In seguito sono state confermate la quinta e la sesta stagione, in onda nel 2016 e nel 2017.
Nella quarta stagione entra nel cast principale Joséphine Jobert nel ruolo del sergente Florence Cassell, mentre Sara Martins, l'interprete di Camille Bordey, lascia la serie dopo il quarto episodio, sostituita da Tobi Bakare, nel ruolo di J.P. Hooper.
Marshall ha lasciato la serie al settimo episodio della sesta stagione, dopo la nascita della figlia Elsie, sostituito da Ardal O'Hanlon nel ruolo del nuovo ispettore Jack Mooney. Nel febbraio 2017 la serie è stata poi rinnovata per una settima stagione, in onda nel 2018.

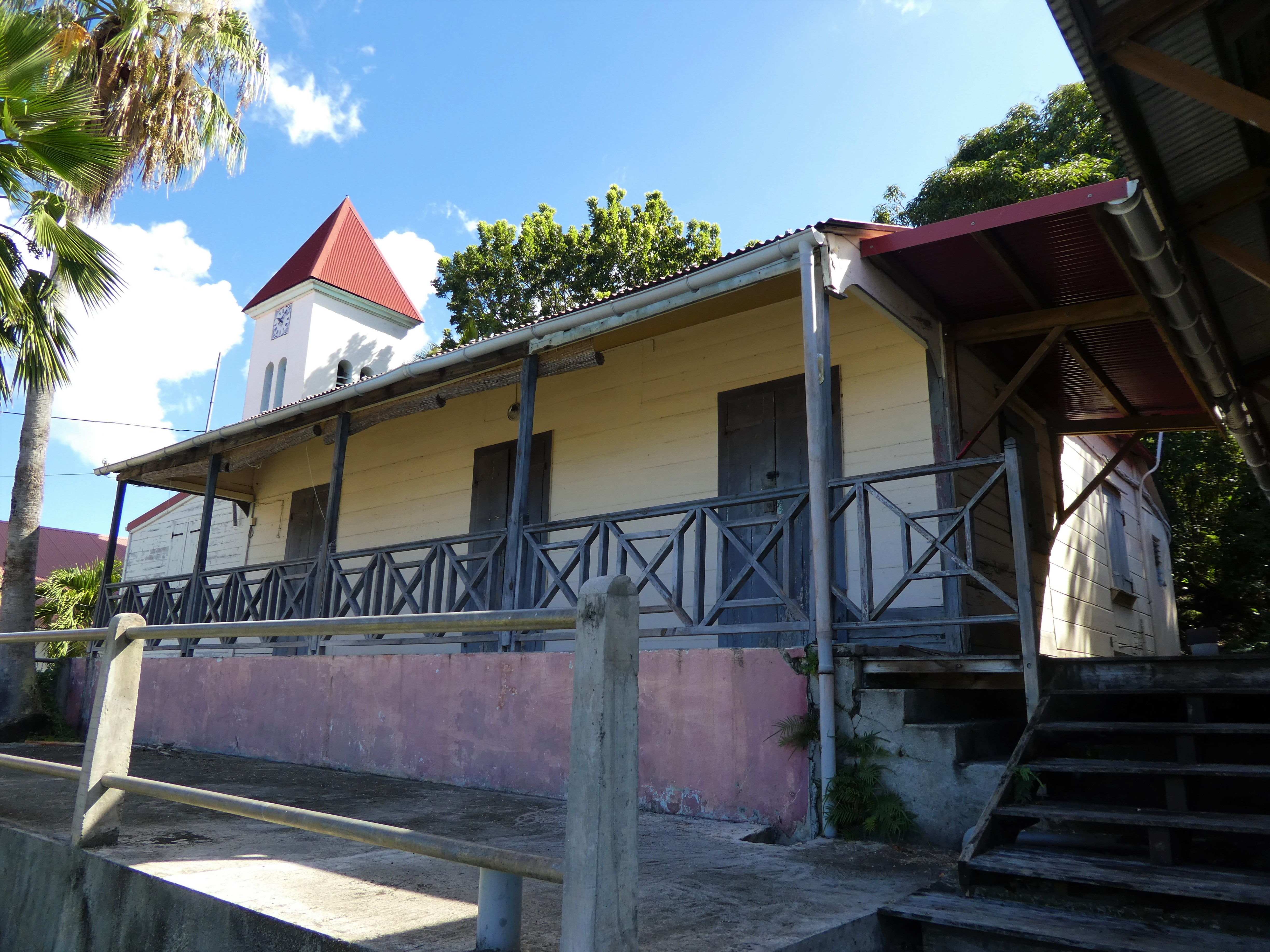
Vista del presbiterio di Deshaies, che funge da stazione di polizia nella serie televisiva.

Il giorno stesso della première stagionale, la serie viene rinnovata per l'ottava stagione, in onda nel 2019, con il ritorno di O'Hanlon e Joséphine Jobert; lascia invece la serie Danny John-Jules, l'unico presente in tutti gli episodi fino ad allora, sostituito da Shyko Amos che interpreterà la nipote del commissario Patterson, Ruby. Inoltre dal settimo episodio dell'ottava stagione, con l'uscita di Jobert, entra nel cast fisso l'attrice Aude Legastelois, nel ruolo del sergente Madeleine Dumas, che sostituirà Florence.
La serie ha poi avuto un doppio rinnovo per la nona e la decima stagione. Nell'ottobre 2019, durante la produzione della nona stagione, O'Hanlon annuncia il suo prossimo addio alla serie, venendo sostituito da Ralf Little, che aveva già preso parte alla serie, con un ruolo differente.
Per la decima stagione, ritorna dopo quasi due anni di assenza Joséphine Jobert mentre lasciano il cast Aude Legastelois e Shyko Amos, sostituite da Tahj Miles. Inoltre, appariranno come special guest star Ben Miller e Sara Martins, nuovamente nei ruoli di Richard Poole, ucciso all'inizio della terza stagione e Camille Bordey, che aveva lasciato la serie a metà della quarta stagione. Al termine della stessa, lascia la serie Tobi Bakare, dopo quasi sei stagioni.
Il 7 gennaio 2021, giorno della première della decima stagione, la serie ottiene un doppio rinnovo per un'undicesima e dodicesima stagione. Nel luglio seguente viene ufficializzato l'ingaggio di Shantol Jackson nel ruolo di Naomi Thomas, il nuovo sergente che sostituirà J.P. dall'undicesima stagione.
Al termine della quarta puntata dell'undicesima stagione, Josèphine Jobert lascia per la seconda volta la serie. Dall'episodio successivo entra nel cast fisso Ginny Holder, già presente con un ruolo ricorrente nella settima stagione nei panni di Darlene Curtis, ex fidanzata di Dwayne Myers.
Alla termine della dodicesima stagione, la serie viene rinnovata per altre due stagioni e per altri due speciali natalizi. Nel corso della tredicesima stagione, Tahj Miles lascia la serie, mentre Tobi Bakare, Danny John-Jules e Joséphine Jobert tornano come guest star. Al termine della stagione, lascia la serie anche Ralf Little, dopo quasi cinque stagioni, così come la Jobert, per la terza ed ultima volta. Dopo lo special natalizio del 2024, Danny John-Jules lascia nuovamente la serie.
Il 2 maggio 2024 viene annunciato l'ingaggio di Don Gilet, nel ruolo del nuovo ispettore capo Mervin Wilson, e che come Little, aveva già preso parte alla serie, con un ruolo differente. Il 16 gennaio 2025, viene annunciato l'ingaggio di Anthony J. Abraham nel ruolo del nuovo agente Benjamin Brice, in seguito rivelatosi solo un personaggio di puntata, e il ritorno di Tobi Bakare nel ruolo di J.P. Hooper. Il 7 febbraio 2025, viene annunciato l'ingresso dell'attore Shaquille Ali-Yebuah, nel ruolo del nuovo agente Sebastian Rose.
Al termine della stagione, Don Warrington lascia la serie; Élizabeth Bourgine rimane così l'unica attrice presente, anche se non in tutti gli episodi, fin dall'inizio della serie. Contestualmente, vengono annunciati il quinto speciale natalizio e la quindicesima stagione.

## Opere correlate

### Libri
Robert Thorogood, scrittore, sceneggiatore e ideatore di Delitti in Paradiso, ha scritto quattro volumi ispirati alla serie: Indagine su un omicidio, L'assassinio di Polly Carter, La morte bussa due volte e Omicidio ai Caraibi. I primi due romanzi sono stati pubblicati il 27 maggio 2021, mentre il terzo e il quarto il 29 luglio 2022.

### Special natalizi
Nel luglio 2021 viene annunciata la produzione di uno special natalizio celebrativo del decennale della serie, Delitti in Paradiso - Feste con delitto, in onda il 26 dicembre 2021, che vede inoltre il ritorno dopo quattro anni di Danny John-Jules nel ruolo di Dwayne. Il 24 febbraio 2022, all'indomani della conclusione dell'undicesima stagione, viene annunciata la produzione di un secondo special natalizio, Delitti in Paradiso - Un fantasma dal passato, in onda il 26 dicembre 2022.
Quindi tra il 2023 e il 2024 vanno in onda altri due special natalizi della serie, Delitti in Paradiso - Feste in famiglia e Delitti in Paradiso - Un Natale nel mirino.

### Spin-off
Il 28 giugno 2022 viene annunciata la produzione di spin-off, Beyond Paradise, che vedrà il ritorno di Kris Marshall nel ruolo di Humphrey Goodman e di Sally Bretton nel ruolo di Martha Lloyd, sua compagna. Le riprese sono iniziate nell'agosto 2022.
Nel novembre 2023 viene annunciata la produzione di un secondo spin-off, Ritorno in Paradiso.